# Дара из Јасеновца
Дара из Јасеновца је српски филм из 2021. по сценарију Наташе Дракулић у режији Предрага Антонијевића. Првобитни датум београдске премијере требало је да буде 22. априла 2020, али је одложен услед пандемије ковида 19, и то прво за 22. октобар 2020, а касније за 22. април 2021. Међутим, премијера филма одржана је 25. новембра 2020. на Косову и Метохији, тачније у Грачаници. Доцније је и у САД била приказивана током јануара 2021, а светска телевизијска премијера била је 20. фебруара 2021. на телевизијама РТС, РТРС и Прва ЦГ. Биоскопска премијера одржана је 22. априла исте године, на Дан сећања на жртве холокауста, геноцида и других жртава фашизма у Другом светском рату.
Радња говори о страдањима српских, јеврејских и ромских мушкараца, жена и деце у логору смрти Јасеновац у доба Независне Државе Хрватске, током Другог светског рата. Први је српски играни филм који говори о једном од најстрашнијих концентрационих логора у историји, снимљен 75 година након затварања истог.
Снимање филма су финансијски подржали Влада Републике Србије, Влада Републике Српске, Филмски центар Србије као и друге институције. Први део филма сниман је код села Колут, у близини Сомбора, где је за потребе снимања зграда старе циглане с управним објектом претворена у логор Јасеновац. Други део филма сниман је на локалитетима Беле Цркве. Сви догађаји у филму писани су на основу аутентичних сведочанстава преживелих логораша.
Главног лика, девојчицу Дару, тумачи Биљана Чекић. Водеће улоге у филму играју глумци из Републике Српске: Ања Станић, Златан Видовић, Николина Фригановић, Сандра Љубојевић, Жељко Еркић и Горан Јокић. Глумачку екипу из Србије чине: Марко Јанкетић, Игор Ђорђевић, Наташа Нинковић, Бојан Жировић, Јово Максић, Радослав Миленковић, Вук Костић, Татјана Кецман, Петар Зекавица, Јелена Грујичић, Богдан Богдановић и други.
Остварење Дара из Јасеновца био је српски представник у трци за 93. Оскара и награду Америчке академије филмске уметности и науке у категорији за најбољи међународни филм. Остварење је такође било кандидат за награду Златни глобус у свим категоријама. Међутим, оно се није нашло у ужем кругу за добијање ни Оскара ни Златног глобуса. Биљана Чекић је кандидована за најбољу женску улогу.
Радио-телевизија Србије купила је права од продуцената за премијерно емитовање филма и надолазеће минисерије на свом програму. На Првом програму јавног сервиса Србије, у Републици Српској посредством РТРС и у Црној Гори посредством канала Прва ЦГ премијерно је био емитован филм 20. фебруара 2021, док је минисерија у четири епизоде емитована по завршеној биоскопској дистрибуцији. У тој минисерији прича се осврће на Задарску Кристалну ноћ 1991. кад је почело масовно паљење српских кућа и прогон српског живља из урбаних средина данашње Хрватске. У тој серији Дара и њен брат ће се поново срести, с тим што ће Дара бити Српкиња коју протерују, а њен брат хрватски војник.

## Радња
После хрватско—немачке офанзиве на Козари, локално становништво завршава у концентрационим логорима. Међу њима је и десетогодишња Дара са својом мајком и два брата. О судбини оца не знају ништа. Ужас који ће преживети преко Јасеновца до логора Стара Градишка учиниће да Дара одрасте преко ноћи. Дарину мајку и старијег брата убијају, а смисао њеног живота постаје да сачува живот млађег брата.
Многа деца из логора Стара Градишка одвожена су у домове широм НДХ или смештена по породицама, али је велики број деце убијен или преминуо од последица изузетно тешких услова живота у логору. Дарина судбина је судбина једног детета Козаре и кроз њу је испричана судбина деце Јасеновца, а оно што су преживели не сме никада бити заборављено. Сви догађаји у филму писани су на основу аутентичних сведочанстава преживелих логораша.

## Улоге
| Глумац           | Улога                    |
| ---------------- | ------------------------ |
| Биљана Чекић     | Дара                     |
| Златан Видовић   | Миле Илић, Дарин отац    |
| Ања Станић       | Нада Илић                |
| Лука Шарановић   | Буде Илић                |
| Јаков Шарановић  | Буде Илић                |
| Симон Шарановић  | Буде Илић                |
| Марко Пипић      | Јово Илић                |
| Наташа Нинковић  | Радојка                  |
| Игор Ђорђевић    | Анте Врбан               |
| Марко Јанкетић   | Вјекослав „Макс” Лубурић |
| Вук Костић       | Мирослав Филиповић       |
| Бојан Жировић    | Јаша                     |
| Сандра Љубојевић | Вера Станић              |
| Никола Радуљ     | Богдан                   |

Остале улоге  ▼
| Глумац                   | Улога                        |
| ------------------------ | ---------------------------- |
| Рајко Лукач              | Раде                         |
| Весна Кљајић-Ристовић    | Ружа                         |
| Николина Фригановић      | Милева                       |
| Анђела Јањић             | Брана                        |
| Милица Јањић             | Мирјана                      |
| Татјана Кецман           | часна сестра Барта Пулхерија |
| Јелена Грујичић          | Бланкица                     |
| Јово Максић              | Младен                       |
| Богдан Богдановић        | Љубо Милош                   |
| Мартина Китановић        | Марија Маја Буждон           |
| Ангелина Доцић           | Душанка                      |
| Жељко Еркић              | Врбанов помоћник             |
| Ана Лечић                | Божица                       |
| Петар Ђурђевић           | Динко Шакић                  |
| Алиса Радаковић          | Нада Шакић                   |
| Петар Зекавица           | немачки официр               |
| Јован Петровић           | возач немачког официра       |
| Горан Јокић              | заповедник гробара           |
| Сања Моравчић            | Диана Будисављевић           |
| Милена Николић           | жена из Црвеног крста 1      |
| Наташа Балог             | жена из Црвеног крста 2      |
| Наталија Жугић           | жена из Црвеног крста 3      |
| Марија Шарановић         | жена из Црвеног крста 4      |
| Данијела Врањеш          | заробљеница Миланка          |
| Марта Ћеранић            | Драгиња Јовић                |
| Радослав Миленковић      | добродржећи човек            |
| Марко Павловски          | Анђелко                      |
| Анета Томашевић          | старица                      |
| Наташа Дракулић          | Јованка Кончар               |
| Сара Маринковић          | Загорка                      |
| Перо Стојанчевић         | логораш 1                    |
| Никола Илић              | логораш 2                    |
| Немања Бакић             | логораш 3                    |
| Страхиња Бичанин         | логораш 4                    |
| Драгослав Медојевић      | логораш 5                    |
| Слободан Перишић         | логораш 6                    |
| Радован Миљанић          | логораш 7                    |
| Рас Растодер             | логораш 8                    |
| Маја Колунџија Зорое     | жена којој узимају сина 1    |
| Маја Шаренац             | жена којој узимају сина 2    |
| Снежана Јеремић Нешковић | жена којој узимају сина 3    |
| Јелена Пузић             | жена којој узимају сина 4    |
| Тамара Тоскић            | мајка слабашног дечака       |
| Борис Тоскић             | слабашни дечак               |
| Андреа Форца             | жена у пољу 1                |
| Биљана Кескеновић        | жена у пољу 2                |
| Стефан Вукић             | усташки војник 1             |
| Иван Зекић               | усташки војник 2             |
| Игор Боројевић           | усташки војник 3             |
| Марјан Апостоловић       | усташки војник 4             |
| Лука Севић               | усташки војник 5             |
| Марко Долаш              | усташки војник 6             |
| Чарни Ђерић              | усташки војник 7             |
| Марија Опсеница          | куварица                     |
| Небојша Вранић           | редитељ                      |
| Лука Антонијевић         | сниматељ                     |
| Реља Жикић               | јеврејски дечак              |
| Зоја Томашевић           | беба                         |
| Милош Цветковић          | шеф тамбурашког оркестра     |
| Стефан Шајн              | тамбураш 1                   |
| Стефан Златарев          | тамбураш 2                   |
| Јанко Фан                | тамбураш 3                   |
| Зоран Николић            | тамбураш 4                   |
| Бранислав Николић        | тамбураш 5                   |
| Драгослав Опачић         | тамбураш 6                   |

## Продукција

### Најава
Филм је прво најављен почетком априла 2019, на конференцији за медије у Министарству културе и информисања Републике Србије. Министар културе и информисања, Владан Вукосављевић, најавио је, заједно са истакнутим редитељем Емиром Кустурицом, два филма о геноциду у НДХ над Србима, али и над Јеврејима и Ромима, у концентрационом логору смрти Јасеновац, у Независној Држави Хрватској (НДХ) током периода између 1942. и 1945. Вукосављевић је изјавио да српска кинематографија није имала јак рефлекс на догађаје у Јасеновцу, те да ће се у наредне две до три године остварити два велика пројекта, први, на челу са чувеним Предрагом „Гагом” Антонијевићем, и други, на челу са већ поменутим Кустурицом.

### Почетак снимања
Прво играно остварење о највећим усташким злочинима у јасеновачком логору почело је са снимањем почетком октобра 2019. Још једном је потврђено да је редитељска палица припала Предрагу Антонијевићу. Филм тада добија и име; Дара из Јасеновца. Сценаристкиња Наташа Дракулић наводи да је прича филма смештена шест месеци након офанзиве на Козари до смештања у логор. Антонијевић наводи да је улога усташког заповедника јасеновачког логора, Вјекослава Макса Лубурића, припала Марку Јанкетићу. Највеће изненађење у оквиру глумачког одабира свакако је улога девојчице Даре, коју игра дванаестогодишња Биљана Чекић. Деца из Козарске Дубице су изабрана да глуме локалну децу у логору. Остатак глумачке екипе чине глумци из Републике Српске, као и Србије.
Филмска екипа касније одлази у село Колут код Сомбора, где је, за потребе филма, изграђен јасеновачки логор. Након тога одлазе у Белу Цркву, па на различите локације по Хрватској.

### Новембар 2019.
Прва трећина снимања продукционо најзахтевнијег дела првог играног филма о страдању српске деце у Јасеновцу је завршена — готове су сцене из логора настале у напуштеној циглани у селу Колут, где су изграђени додатни објекти и 500 метара пруге и на којима је ангажовано 270 статиста. Одржана је конференција за медије у Медија центру, где су изјаве дали сценаристкиња Дракулић, редитељ Антонијевић, председница УО Филмског центра Србије Јелена Триван, продуцент многих холивудских филмова Ден Тана и стручни амерички консултант и експерт за холокауст Мајкл Беренбаум.
Филм је комплетно финансиран државним новцем, навела је председница Јелена Триван. Добривоје Танасијевић, познатији као Дан Тана, истакао је да ће Гага, као „српски Спилберг”, успети да изнесе истину на прави начин.
Снимање овог филма је финансијски потпомогла Влада Републике Србије и Филмски центар Србије са приближно 2,3 милиона евра, док се очекује да ће целокупно остварење заједно коштати између 2,9 и 3,3 милиона евра. Поред наведених, филм су подржали и: Покрајинска влада Војводине, Град Сомбор, Општина Бела Црква, Железнице Србије АД, Инфраструктуре железнице Србије АД, Србија Карго АД, Србија воз и РМУ Рембас.

### Одложена премијера
Премијера филма Дара из Јасеновца, због пандемије вируса короне, одложена је за 22. октобар 2020. Како је раније планирано, премијера је била планирана да се одржи почетком маја, у данима када се обележава 75 година од пробоја последњих заробљеника из логора Јасеновац. Због неочекиваних околности, први домаћи дугометражни играни филм о стварним и трагичним догађајима у једном од најстрашнијих концентрационих логора икада, стићи ће пред публику шест месеци касније.

### Коначан датум премијере и договорена светска дистрибуција филма
Право на приказивање Даре из Јасеновца откупила је америчка компанија 101 Studios, коју води продуцент Дејвид Гласер. Захваљујући његовом уговору с дистрибутером Universal Pictures, Дара из Јасеновца ће, поред америчке, имати и светску биоскопску дистрибуцију. Приказивање филма пред америчком публиком заказано је за јануар 2021, а београдска премијера заказана је 22. априла, на 76-годишњицу пробоја јасеновачких логораша.
Дара из Јасеновца такође је ушла у кандидатуру за представника Србије у трци за најпрестижнију филмску награду Оскар, као и за награду Златни глобус. Глумица Биљана Чекић, која је тумачила главну јунакињу Дару, кандидована је за најбољу женску улогу.
Много смо срећни због те подршке, јер је за нас најважније да се ова наша историјска трагедија види што шире и што више. Ако смо седамдесет пет година, а 2021. ће бити седамдесет шест, ћутали о злочинима у Јасеновцу, коначно је дошло време да свет види страшну истину која се тамо догодила. Директор куће 101 Studios, Дејвид Гласер, изузетан је човек кога је наша „Дара” одушевила. Он је тренутно дистрибутер најновијег биоскопског хита Роберта де Нира The War With Grandpa и иза себе има више од педесет филмских и телевизијских наслова. То нас уверава да су и нашем филму отворена врата да дотакне срца америчке и светске публике, што нам је била и највећа амбиција док смо га радили. Најважнији је, ипак, помен свим жртвама Јасеновца.— Наташа Дракуловић, Новости
Прва премијера филма одржана је у Грачаници 25. новембра 2020. Наредних недељу дана, филм ће бити приказиван и у осталим српским срединама на подручју Косова и Метохије. Редитељ Антонијевић је истакао да је изузетно узбуђен што ће људи из Грачанице имати прилику међу првима да виде филм.
Изузетно сам узбуђен да ће наши људи у Грачаници моћи међу првима да виде филм Дара из Јасеновца који чекамо 75 година. Од Јадовна и Јасеновца, преко Крагујевца до Косова и Метохије јече вапаји српских жртава које многи данас покушавају да угуше. Траже душмани од нас да се над сваком туђом жртвом сажалимо, а да над нашом не смемо ни сузу да пустимо. Поручују нам да им не ваљамо ни мртви, ни живи. Зато морамо сви ми у заједништву, јуче у страдању, а сутра у победи, да се јасеновачким новомученицима одужимо. Заиста се надам да ће филм Дара из Јасеновца то у малом делу учинити.— Предраг Антонијевић, редитељ, Телеграф

### Договорен датум америчке премијере
Диструбутерска кућа 101 Studios закључила је уговор о америчким правима за филм Дара из Јасеновца. Заказано је да та кућа с филмом изађе 5. фебруара 2021. и тако започне дистрибуцију у Сједињеним Државама. Члан Извршног одбора Студија 101, Рон Буркле, поручио је да је годинама изузетно поштовао рад редитеља Предрага Антонијевића и додао је своја запажања о филму:
Дирнула ме је непозната прича испричана о Дари из Јасеновца. Верујем да ће публика ценити умешност која је кроз очи малог детета испричала ову убедљиву причу.— Рон Буркле, , Филмски центар Србије
Извршни директор поменутог студија, Дејвид Гласер, истакао је да је Дара из Јасеновца први играни филм који разоткрива злочине „ноторно бруталног концентрационог логора Јасеновац” и додао је да је „на нама одговорност да испричамо ову невероватну причу” као и да се 101 Studios осећа привилегованим да америчку публику упозна с овим филмом.

### Објављен трејлер
Као и што је најављено, званична премијера у Србији одржаће се у Београду 22. априла 2021, на 76. годишњицу од пробоја последњих заробљеника из логора смрти Јасеновац. Након београдске премијере, филм ће бити у биоскопима широм Србије. Први инсерт из филма објавио је дистрибутер Мегаком филм на Јутјубу 12. јануара, а званични трејлер објавио је 101 Studios такође на тој платформи 18. јануара 2021.

### Почетак приказивања филма у САД
Од 5. фебруара — у Чикагу, Атланти, Даласу, Мајамију, Хјустону, Денверу, Питсбургу, Филаделфији и другим америчким градовима — кренула је биоскопска дистрибуција Даре из Јасеновца.

### Испадање из трке за награде Златни глобус и Оскар
Дара из Јасеновца није ушла у ужи избор филмова који су били у трци за добијање Оскара у категорији најбољег филма ван енглеског говорног подручја. Међу петнаест кандидата, који се налазе у ужем избору, место је нашло и босанскохерцеговачки филм Quo vadis, Aida?, остварење које говори о масакру у Сребреници.

## Телевизијска премијера
Телевизијска премијера овог филма одржана је 20. фебруара (20.10 часова) на Радио-телевизији Србије, Радио-телевизији Републике Српске и Првој ЦГ. РТС је, на дан ТВ премијере, била најгледанија телевизија у Србији будући да је филм гледало око 2.650.000 људи чиме је остварени удео гледаности од 50,3%.

## Пријем

### Глумци о филму
Већина оних који су били ангажовани на стварању филма, тврди да је рад на њему представљао тежак и мучан процес са чисто људског аспекта. Многи глумци су тврдили да су се премишљали треба ли прихватити улогу у једном оваквом пројекту.
Вук Костић који у филму тумачи лик Мирослава Филиповића - Фра Сотоне, рекао је да му је позлило приликом снимања појединих сцена са децом:
Филиповић је због крволочних злочина у логорима Јасеновац и Стара Градишка имао надимак Фра Сотона. Убијање деце се може описати само лудилом и најдубљом психичком патологијом! Те сцене са децом су толико страшне да ми је на снимању позлило. (…) Пријатељи су ме питали да ли морам баш ја да играм овакву улогу. Рекао сам им: "Да, морам. Баш ја морам!" Боље ја да га одиграм него неко ко не зна ништа о томе. Овакви филмови морају да се снимају као подсетник на страдања у тим логорима.— Вук Костић, Курир
Игор Ђорђевић, који игра Анту Врбана, изјавио је да је најпре хтео одбити улогу у овом филму:
Моја готово инстинктивна реакција на позив редитеља да играм Врбана, који је на суђењу 1948. признао да је српску дјецу тровао циклоном, била је окретање главе – не треба ми таква енергија, таква карма, ко ће у ту таму залазити. Али онда сам се запитао: ко би од нас био обичан човјек да је одгајан у нацистичкој Њемачкој или у Независној Држави Хрватској, да ли би он био Шиндлер који спасава Јевреје или чувар логора? (…) Дужни смо били да урадимо један овакав узвишени и страшни филм какав је “Дара из Јасеновца”, због сјећања на многе невине жртве. Дужни смо то и због страшне опомене да је човјек и те како способан да постане монструм. Нека нам овај филм буде жива опомена, да се никад никоме не понови.— Игор Ђорђевић, Блиц
Наташа Нинковић је тешко пристала да учествује у снимању филма, али се на то одлучила из разлога што сматра да је коначно било време снимити филм о страдањима у Јасеновцу:
Да је било која друга тема у питању, не бих пристала да играм такву улогу која чак није имала ни име. (…) Кад сам почела да читам тај сценарио, прво сам помислила: не могу ја ово да радим, то је тешка тема, не бих се враћала на то, не бих да такву енергију на себе навлачим… Одмах је постојала бојазан да ли ће доћи до неке политизације. Завршила сам читање сценарија и осећала се постиђено. Сама сам себи рекла: постоје неке теме и неки догађаји где морамо да изађемо, које су јаче и битније од нашег личног комфора. Шта значи ја нећу, наспрам страхота и патњи кроз које је прошао тај народ?— Наташа Нинковић, Курир
Ана Лечић је снимање такође доживела врло емотивно:
Буквално сам плакала када је требало да опет одем на снимање. Говорила сам: не могу! Не могу! И није да сам незахвална - веома сам захвална, али је страшно тешко.— Ана Лечић, Курир
Алиса Радаковић (у филму тумачи лик Наде Шакић):
Мислим да је важно што је филм о једном од највећих геноцида 20. века коначно дошао на ред да буде снимљен, и поносна сам што сам, макар у малом делу, учествовала у његовом стварању. Боли ме тај злочин, а боли ме и наше непознавање и заборав онога што се дешавало. Али, чини ми се да ће овај филмски прилаз истини о страдању то да промени. Истина увек пронађе свој пут.— Алиса Радаковић, Лепа и срећна

### Код публике
Прву прилику да се сусретну са филмом имали су гледаоци са Косова и Метохије. Историчар из Грачанице Александар Гуџић истакао је да је тема Јасеновца запостављана, као и то да су филмови овакве врсте важни за неговање културе сећања на српска страдања.
Тема Јасеновца и страдања Срба у Другом светском рату у НДХ занемаривана је из различитих разлога, али ми сада имамо обавезу да негујемо ту културу сећања на српске жртве, небитно са ког су простора.— Александар Гуџић, историчар, Новости
Филм је приказан 20. фебруара 2021. и привукао огромну пажњу телевизијских гледалаца у Србији, Црној Гори, Републици Српској.

### Код критичара
Филм је наишао на осредње критике од стране међународних медија. На веб-сајту Rotten Tomatoes, који се бави скупљањем филмских критика, филм поседује просечну оцену од 5,5/10.

#### Позитивне оцене
Већина рецензената, који су позитивно оценили филм, сложила се да су глума Биљане Чекић и музика били изванредни.
Амерички филмски критичар Реј Лобо је за портал Film Threat написао да се Предраг Антонијевић придружио дугој листи редитеља који су покушали да представе ужас концентрационих логора током Другог светског рата. Похвалио је начин на који је филм снимљен као и глуму мале Даре (Биљане Чекић) као и остатка екипе који „ефикасно преносе на платно деградацију живота у логору и вољу за животом”. Што се тиче мана филма, Лобо је истакао да се оне истичу у портрету хрватских фашиста, који воде логоре, наводећи да су „они у филму зли на нивоу цртаћа”.
Лаура Клифорд, с портала Reeling Reviews, написала је да „ова уметнички снимљена продукција о мрачној причи баца светло на мало познат део историје Другог светског рата са становишта девојчице” док је филм оценила са B на скали од A до F.
Кемден Ферел с веб-сајта Disappointment media филм је оценила 4/5 истичући да је Дара „брутално остварење” као и то да се значај филма огледа у „причи која се не прича често”.
За Loud and Clear, Дара из Јасеновца даје фантастичне кадрове, изузетно талентовану глумачку екипу и сву тугу коју бисте очекивали од филма о холокаусту.

Српски драматург Владимир Коларић у помешаним критикама истиче да није лако снимити филм о осетљивој теми и „онима који су се на то одважили, као аутори, па чак и као гледаоци филма 'Дара из Јасеновца' заслужују свако поштовање и разумевање.” Међутим, овај филм као уметничко дело има својих недостатака:
„… али то не сме бити оправдање за ћутање, за одсуство разговора, промишљања, осмишљавања, јер оправдање за тако нешто никада не би требало да постоји. При чему се не бисмо смели подсмевати онима којима се филм свиђа, на које је оставио изузетан утисак, јер заиста овде није реч само о поетици и естетици, него и о жртви, заједништву, суочавању са табуом за који до сада као да нисмо ни били свесни колико нам је дубоко био усађен. Такође, не бисмо смели осуђивати оне којима се филм не свиђа, окривљавајући их за мањак националног осећања и саосећања са жртвама, јер национална енергија се не ствара присилом и самообманама, него живим сведочењем, истином и слободом.”

#### Негативне оцене
Прва негативна критика филма била је она од америчког филмског критичара Џеја Вајсберга који пише за часопис Варајети у коме је истакао да је филм „националистичка и антихрватска пропаганда” која је „снимљена са упитним намерама”.
Још једна критика која је оштро приступила филму била је она из часописа LA Times. Између осталог, те новине наводе да је „најциничније то да је филм кандидат за Оскара”. У тексту се даље истиче да је Јасеновац био само логор за Јевреје као и да је „нарочито узнемирујућа Антонијевићева употреба елемената фантазије за сваку смрт”.

Хрватски историчар и теолог Горан Шарић упитао се „како Срби не разумeју усташко зло”.
„Поновно се (након катастрофалне серије "Немањићи") показује да Срби нису у стању снимити добар филм о себи и својој повијест, ако није са аутошовинистичких позиција. Ако се сами себи не ругају.
Проблем филма нису ни патетика ни црно-бијели приказ карактера. Сваки хрватски ратни филм или сваки филм о Сребреници има сто пута више патетике. И може ли међу усташким чуварима у дјечјим логорима итко бити не бијел, него и тамно-сви?
Проблем је што филм, ако је рађен за међународну публику није објаснио тко је и зашто побио стотине тисућа Срба, Жидова, Рома и Хрвата у десетинама логора и у небројним стратиштима по селима НДХ. Није објаснио генезу зла. Није га потписао, именом и презименом.

У једном оваквом филму атмосфера пакла се не постиже бруталним сценама насиља ни дивљачким испадима усташких зликоваца и то је највећи промашај филма. Режисер и сценарист показали су потпуно неразумијевање повијест, духа оног времена, духа усташког клеро-фашизма. Они усташе приказују као неке алфа насилнике из краја, гњевне вође навијача, Земунце, Вељу Невољу. Не, усташе су биле хладни и мирни садисти, злобни и пакосни, љигави, али сталожени.”
Бивши министар културе и информисања у Влади Србије Владан Вукосављевић истакао је следеће:

Тема филма је најпотреснија и најтрагичнија у српској историји па је самим тим и филм потресан и с разлогом изазива велико узнемирење и прави ковитлац емоција.
С друге стране, као и у случају филма „Заспанка за војнике”, ауторски тандем Антонијевић—Дракулић није био на висини задатка. Радња је спора, расута, неконзистентна, скоковита а дијалози паролашки, предвидиви, помало неживотни и донекле извештачени. Осим кад су мала Дара и још пар изузетака у питању, глума углавном неубедљива. То се нарочито односи на усташе, који су приказани као роботизоване звери, без нијанси, без разноврсне личне психопатологије и без било каквог објашњења за непојамно зверско понашање, верски фанатизам и антисрпски геноцидно-погромашки расизам.
Гледаоцима широм света, без посебног историјског знања о околностима, неће и не може бити јасно зашто се у логору дешава такво зло и шта га мотивише. Ако је неко желео да прикрије мотиве зликоваца, у потпуности је у томе успео. Ипак, неупоредиво више верујем у трапавост и површност редитеља и сценаристе него у неки план с тим у вези.
Овај пакао на Земљи и незапамћени покушај истребљења читавог једног народа пружао је својом комплексном трагиком скоро бескрајне изражајне могућности за приказ у седмој уметности, али као и у случају претходног филма и такође велике теме, занатско-уметнички дует није од убедљивог историјског предлошка умео да сачини оно што се могло и морало. Трагика запрепашћујућих чињеница говорила је својим језиком и без суштинске помоћи аутора.
Ипак, ако имамо у виду да из различитих разлога, мало због титоизма, мало због аутоцензуре, мало због срамотне инертности српских филмаџија, филм на ову тему (осим делимично „Окупација…” и „Козара”) за 75 година није снимљен, и овакав какав је, донекле испод очекивања, добродошао је. Филмове о Покољу тј. геноциду над Србима у Хрватској и Босни за време Другог светског рата, које су вршиле хрватско-муслиманске “усташе” а на подстрек Ватикана, требало би снимати сваке године. Верујем да ће бити и врхунских.
А дотле, „Дару” би требало приказивати по школама, салама домова културе, на интернету и на ТВ станицама сваком приликом. Ова тема за нас је важна колико и Холокауст за Јевреје, она је једно од стожерних питања нашег идентитета у прошлости и опстанка у будућности.
(…)

## Контроверзе

### У Србији
Неколико дана по телевизијској премијери у Србији, Републици Српској и Црној Гори, Лордан Зафрановић истакао је да постоји основана сумња да је филм великим делом плагијат сценарија за његов филм „Деца са Козаре” у којем се такође описује Логор „Јасеновац”. Зафрановић је више пута истакао да је написао исте идеје пре него што је Дара из Јасеновца била у зачетку:
„Фасцинантно је каквом је брзином то направљено и довело нас све пред готов чин. Изненађени смо и запрепашћени да је неко узео готово исте ликове, исту тему, иста места и територије где се дешава, исто време када се филм дешава. Фасцинирани смо били да је то све могуће у тако кратко време.”
(…)

„Заустављен сам тада брутално на тим натјечајима за финансирање, у којима је учествовао и аутор “Даре”, који је одбио моје сценарије. То је један интересантан лик који је дошао из Америке, као спасилац. Знате када су папе, цареви и богати људи хтели да раде велике уметничке ствари, узимали су талентоване људе. Српски филм је велики и има велике таленте и није ми јасно зашто неко од њих није ангажован, неки велики таленат из Србије, да уради тај филм.”

### У Хрватској
Снимање филма се са позором пратило у Хрватској. Многи хрватски историчари и експерти су априори негативно говорили о филму, као и да је Јасеновац био „радни логор” и да у њему „нису вршени никакви злочини”. Редитељ Предраг Антонијевић, на питање да ли ће у филму глумити неки глумац из Хрватске, одговорио је да „иако има много пријатеља у Хрватској, нажалост нема храбрих хрватских глумаца који би играли у његовом филму”. Такође је додао да је Јасеновац „табу тема” у Хрватској, те би исти ти глумци „сигурно имали проблема” да глуме у овој историјској драми. Последње што Антонијевић додаје јесте да је „из неког чудног разлога, дошло до поплаве љубави према НДХ”.
Медији у Хрватској су одбојно говорили о Дари из Јасеновца. Већина тамошњих медија наводи да је филм споран и да он представља српске лажи и измишљотине.
Министарка културе Хрватске Обуљен Корнижек изјавила је: „С обзиром на учестале манипулације у српској јавности везано уз Јасеновац, манипулирање бројем жртава, али и негирање злочина почињених према Хрватима у Домовинском рату и сталног покушаја повезивања демократске Хрватске са НДХ, изразила сам Посебном изасланику САД за Холокауст сумњу везано уз овај филмски пројект. Пратећи протеклих недеља медијске одјеке у Србији, али и у делу хрватских медија, јасно је да се опет покушава злоупотребити тема Јасеновца, што увек треба осудити”.

### У САД

#### Варајетии Џеј Вајсберг
Амерички филмски критичар Џеј Вајсберг своју критику филма у часопису Варајети започео је речима: „Филм Дара из Јасеновца слабо је замаскирана пропаганда, која цинично користи холокауст да би прогурала забрињавајућу националистичку агенду”. У тексту под називом „Филм о Холокаусту с проблематичним намерама”, Вајсберг готово и није говорио о самом филму, већ је остварење отворено назвао „српском националистичком пропагандом”. У рецензији се даље наводи да ово остварење представља „нескривени антихрватски и антикатолички дискурс који служи као запаљиви фитиљ за тренутне сукобе између Србије и суседа”.

Вајсберг, који од 2003. пише за еминентни „Варајети”, у досадашњем раду никада није написао критику ни за један српски филм, док је готово увек износио позитивне критике о босанскохерцеговачким и хрватским остварењима.

— Део из саопштења дистрибутера Мегаком филм.
Дистрибутерска кућа Мегаком филм издала је саопштење у ком наводи да је Вајсбергова критика једина негативна до сада (27. јануар 2021) и додаје да је дотични „познат по јавним мастерклас радионицама за младе хрватске филмске критичаре”.
Варајети је филм Quo Vadis, Aida? босанскохерцеговачке редитељке Јасмиле Жбанић, који говори о догађањима у Сребреници, у коме су Срби главни негативци, описао као „дубоку, дирљиву, мучну и срцепарајућу причу”.
Изјаве Вајсберга су осудили режисер Предраг Антонијевић, председница Филмског центра Србије Јелена Триван и српски државни званичници.
„За 40 година каријере још нисам видео овако нешто. Прво, ово није критика нити је таквом сматрају дистрибутери као ни многе организације које се баве холокаустом. Сви су затечени.

Ово је једна врста политичке етикете која, пре свега, има циљ да се збуне и уплаше гласачи у Америчкој филмској академији, да се ’упозоре’ да, гласајући за овај филм, гласају за некакву српску пропаганду. У тој назовикритици, а заправо памфлету, има само једна или две реченице које се тичу самог филма.”— Предраг Антонијевић, режисер, Новости
Антонијевић је, на Вајсбергов коментар о „јефтиним емоцијама”, одговорио:
„Вајсберг каже и да му се не свиђа крај због ’јефтине емоције’. Можда је њему јефтина, али нама је била веома скупа и великом крвљу смо је платили.”— Предраг Антонијевић, режисер, Новости
Интервју за Новости, Антонијевић је завршио речима да ће „уследити одговор америчких организација који се баве тематиком холокауста” као и то да ће „ова критика засигурно нанети штету Дари из Јасеновца, али да је због тога и написана”.
Министарка културе Маја Гојковић у саопштењу је навела да „напади на филм ’Дара из Јасеновца’ и покушај његове дискредитације, кроз потпуно непримерене, неутемељене и неистините политичке оцене и оптужбе, не представљају критику филма, већ покушај оспоравања права да се говори о Јасеновцу као месту страдања српског народа”.

#### Уклањање и враћање могућности оцењивања на-у
IMDb (скраћено од енгл.  — „Филмска интернет база података”) уклонила је могућност оцењивања и коментарисања филма 2. фебруара 2021, без званичног обавештења. У тренутку када је онемогућено оцењивање, филм на скали од један до десет има оцену 9,4. Иако је филм до 2. фебруара видело свега неколицина људи (творци истог, новинари, одређена публика на премијери на КиМ и др.) и иако дистрибуција није ни почела, неколико дана се водила „борба” између хиљаде корисника тог веб-сајта — једни су давали највише, а и други најниже оцене. Сличне ситуације су се догађале и код других историјских филмова као што су Балканска међа, У земљи крви и меда...
Серију оцењивања у Србији започели су корисници друштвених мрежа одакле су људи позивани да остварењу дају максималних десет звездица. Позиви су уследили након негативне критике у америчком часопису Варајети, објављене 25. јануара, у којој је Дара из Јасеновца прозвана „српском националистичком пропагандом”.
IMDb је поново отворио могућност оцењивања филма три дана касније, тачније 5. фебруара.

## Историјске нетачности
- У филму усташе носе црне униформе, док су у стварности носиле зелене (светлосивозеленкасте) униформе. Црне униформе су носили припадници Црне легије.[70][71][72][73][74][75]
- Часне сестре се нису налазиле у логорима Јасеновац и Стара Градишка као у филму, већ у Дечијем логору Јастребарско. [72][76]
- У сцени са игром музичке столице у којој Анте Врбан коље заробљене логораше, Вјекослав Лубурић најпре наређује музичарима да свирају „једно србијанско колце”. Музичари свирају композицију Ужичко коло, која је заправо ауторско дело хармоникаша Милије Спасојевића и објављена је 1972.[77]